# Allied
Allied is een Brits-Amerikaanse film uit 2016, geregisseerd door Robert Zemeckis, met in de hoofdrollen Brad Pitt en Marion Cotillard.

## Verhaal
De Britse geheim agent Max Vatan (Brad Pitt) wordt in 1942 op een gevaarlijke missie gestuurd naar Noord-Afrika. Daar werkt hij samen met Marianne Beausejour (Marion Cotillard), een Franse verzetsstrijdster. De twee doen alsof ze gehuwd zijn, maar raken echt verliefd op elkaar. Na het voltooien van hun missie trouwen ze en gaan ze wonen in Londen. Na een jaar hoort Max dat er vermoedens zijn dat zijn Marianne eigenlijk een Duitse spion is. Er wordt een val opgezet om haar te ontmaskeren en Max wordt opgedragen om eraan mee te helpen. Overmand door twijfels gaat hij ook op eigen houtje op zoek naar antwoorden.

## Rolverdeling
| Acteur           | Personage                   |
| ---------------- | --------------------------- |
| Brad Pitt        | luitenant-kolonel Max Vatan |
| Marion Cotillard | Marianne Beausejour         |
| Jared Harris     | kolonel Frank Heslop        |
| Simon McBurney   | S.O.E.-officier             |
| Lizzy Caplan     | Bridget Vatan               |
| Daniel Betts     | luitenant George Kavanagh   |
| Matthew Goode    | kapitein Guy Sangster       |
| Anton Lesser     | Emmanuel Lombard            |
| August Diehl     | kapitein Hobar              |
| Camille Cottin   | Monique                     |
| Charlotte Hope   | Louise                      |
| Marion Bailey    | Mrs. Sinclair               |
| Thierry Frémont  | Paul Delamare               |
| Raffey Cassidy   | Anna Vatan                  |
| Josh Dylan       | kapitein Adam Hunter        |

## Productie
Op 6 februari 2015 kondigde Paramount Pictures aan dat Robert Zemeckis aangetrokken was om een romantische WOII-thriller te regisseren met Brad Pitt in de hoofdrol. Op 8 juni 2015 werd Marion Cotillard aan de cast toegevoegd. De filmopnamen gingen van start in februari 2016 in Londen. De scènes die in Casablanca afspeelden werden in mei 2016 gefilmd op Gran Canaria. De film kreeg gemengde tot positieve kritieken van de filmcritici, met een score van 62% op Rotten Tomatoes.